# Пежиська
Пежиська (пол. Pierzyska) — село в Польщі, у гміні Лубово Гнезненського повіту Великопольського воєводства.
Населення — 166 осіб (2011).
У 1975—1998 роках село належало до Познанського воєводства.

## Демографія
Демографічна структура станом на 31 березня 2011 року:
|          | Загалом | Допрацездатний вік | Працездатний вік | Постпрацездатний вік |
| -------- | ------- | ------------------ | ---------------- | -------------------- |
| Чоловіки | 83      | 24                 | 57               | 2                    |
| Жінки    | 83      | 18                 | 50               | 15                   |
| Разом    | 166     | 42                 | 107              | 17                   |